# Juan Carlos Molina Merlos
Juan Carlos Molina Merlos (18 de julio de 1974) es un deportista español que compitió en ciclismo adaptado en ruta y esquí alpino adaptado. Ganó una medalla en los Juegos Paralímpicos de Verano de 1992, y tres medallas en los Juegos Paralímpicos de Invierno en los años 1994 y 1998.

## Palmarés internacional
| Juegos Paralímpicos | Juegos Paralímpicos | Juegos Paralímpicos | Juegos Paralímpicos       |
| Año                 | Lugar               | Medalla             | Prueba                    |
| ------------------- | ------------------- | ------------------- | ------------------------- |
| 1992                | Barcelona (España)  | Medalla de bronce   | Ruta tándem clase abierta |

| Juegos Paralímpicos | Juegos Paralímpicos   | Juegos Paralímpicos | Juegos Paralímpicos |
| Año                 | Lugar                 | Medalla             | Prueba              |
| ------------------- | --------------------- | ------------------- | ------------------- |
| 1994                | Lillehammer (Noruega) | Medalla de oro      | Descenso B1-2       |
| 1994                | Lillehammer (Noruega) | Medalla de bronce   | Supergigante B2     |
| 1998                | Nagano (Japón)        | Medalla de oro      | Descenso B1,3       |